# Avenida do Brasil (Lisboa)
A Avenida do Brasil é uma avenida de Lisboa, localizada na freguesia de Alvalade. A sua actual designação data de 23 de Dezembro de 1948.
A avenida tem início no Jardim do Campo Grande e fim na Praça do Aeroporto (Rotunda do Relógio). Situam-se nesta avenida o Laboratório Nacional de Engenharia Civil e o Hospital Júlio de Matos.
Foi anteriormente designada como Avenida Alferes Malheiro (1925) e Avenida do Parque (1906). Até 1948, a designação semelhante (e incompatível, segundo o costume toponímico) de “Praça do Brasil” era atribuída ao Largo do Rato.